# Techniktagebuch
Das Techniktagebuch ist ein deutschsprachiges Autorenblog, in dem seit 2014 Berichte über Alltagstechnik und ihre Veränderungen gesammelt werden. Die Autorinnen und Autoren halten in kurzen, tagebuchartigen Berichten subjektive Erfahrungen fest und dokumentieren damit, wie sich der Wandel der Technik im Verlauf der Technikgeschichte auf die Alltagsgeschichte auswirkt.

## Geschichte
Das Blog wurde im Februar 2014 von der Sachbuchautorin Kathrin Passig und der Softwareentwicklerin Anne Schüßler als Gemeinschaftsprojekt gegründet. Die Idee ging auf Gespräche zwischen Kathrin Passig, Thomas Vašek (dem Herausgeber des Magazins Hohe Luft) und dem Autor und Astrophysiker Aleks Scholz zurück. Zu den Vorbildern gehört die Blog-Serie „Mein Medien-Menü“ des Autors Christoph Koch und das Buch Pandaemonium, 1660–1886: The Coming of the Machine as Seen by Contemporary Observers von Humphrey Jennings. Da die verwendete Blogplattform Tumblr ein Rückdatieren von Beiträgen zulässt, reichen die Beiträge nominell bis ins Jahr 1933 zurück. Seit Januar 2016 wird das Techniktagebuch vom Deutschen Literaturarchiv Marbach archiviert. Bis zum Februar 2024 hatten 559 Beteiligte insgesamt 8.536 Texte beigetragen. Im Januar 2017 wurde das Techniktagebuch bei den „Goldenen Bloggern“ als bestes Techblog des Jahres 2016 ausgezeichnet, im Juni 2019 mit dem Grimme Online Award in der Kategorie „Kultur und Unterhaltung“.

## Vorträge
Autoren des Kollektivs hielten auf der re:publica 2015 die Vorträge „Wir hatten ja nix – und das haben wir mitgebracht: Das kleine Technikmuseum“ und „Techniktagebuch in Person (TTIP) – mit Aufzeichnungsservice“ sowie auf der re:publica 2016 den Vortrag „Techniktagebuch Live Let’s Play“ und organisierten für die re:publica 2017 das Ratespiel „Einfach technisch – Heiteres Geräteraten mit dem Techniktagebuch“ und auf der re:publica 2018 das Ratespiel „Wer umschreibt, bleibt!“ Auf der re:publica 2019 organisierten Autoren des Techniktagebuchs eine Lesung des zu diesem Zweck auf  Endlospapier ausgedruckten Techniktagebuchs.

## Ausgaben
Es sind bislang elf E-Books mit Beiträgen aus dem Blog erschienen:
- Wir hatten ja nix: Ein Techniktagebuch (Februar 2015), 2074 Seiten pdf (40 MB) oder epub-Datei (78 MB)
- Unendliches Volumen (Aber gedrosselte Geschwindigkeit): Ein Techniktagebuch (Mai 2015), 3431 Seiten pdf (70 MB) oder epub-Datei (70 MB)
- Besser als befürchtet, aber schlechter als gut: Das neue große Techniktagebuch (Februar 2016), 3798 Seiten pdf (142 MB) oder epub-Datei (136 MB)
- Jedenfalls hab ich wo drauf geklickt: Ein Techniktagebuch (17. Februar 2017), 5481 Seiten pdf (511 MB) oder epub-Datei (502 MB)
- Die Gegenwart ist schon da, sie ist nur ungleichmäßig verteilt: Ein Techniktagebuch (18. Februar 2018), 7195 Seiten pdf (131 MB) oder epub-Datei (258 MB)
- Wenn Du nur eine Apollo 11 hast, sieht alles aus wie ein Mond: Ein Techniktagebuch (17. Februar 2019), 10029 Seiten pdf (141 MB) oder epub-Datei (279 MB)
- Außen WLAN-Symbole, innen Enttäuschung: Sechs Jahre Techniktagebuch (17. Februar 2020), 11874 Seiten pdf (213 MB)
- Absolut reibungsloses Nichtfunktionieren (17. Februar 2021), 13180 Seiten pdf (234 MB)
- SET und FUNC gleichzeitig drücken, dann MODE drei Sekunden gedrückt halten: Acht Jahre Techniktagebuch (17. Februar 2022), 14146 Seiten pdf (269 MB)
- Ich bin jetzt bereit, die anderen Probleme auszuprobieren: Neun Jahre Techniktagebuch (17. Februar 2023), 14698 Seiten pdf (288 MB)
- Im Internet beliebt, aber meistens zu Hause: Zehn Jahre Techniktagebuch (17. Februar 2024), 15506 Seiten pdf (304 MB) oder epub-Datei (508 MB)
- Starten Sie die Diagnose über "Beenden" neu: Elf Jahre Techniktagebuch (17. Februar 2025), 16178 Seiten pdf (305 MB) oder epub (549 MB)